# AEG

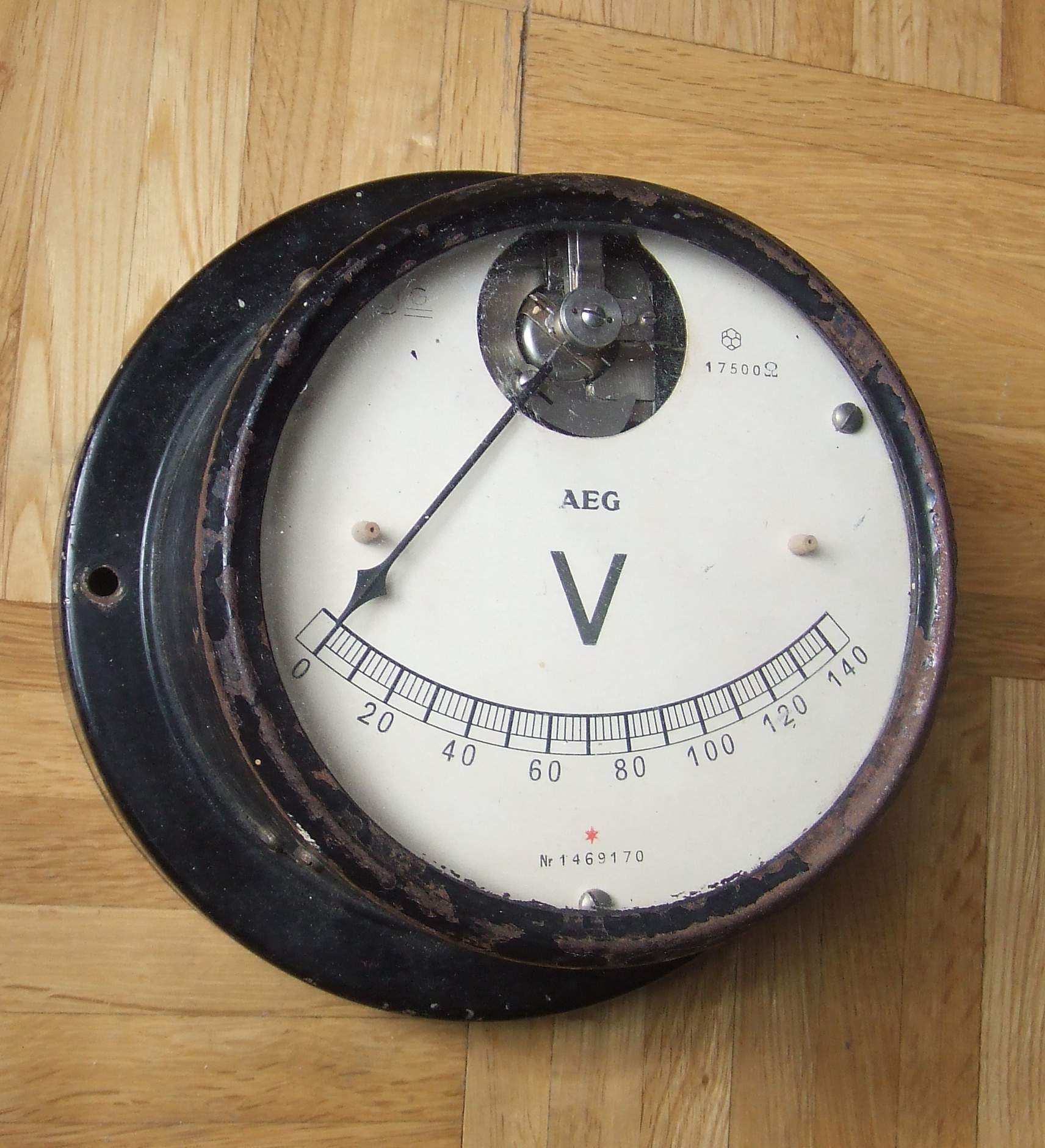
AEG woltomierz

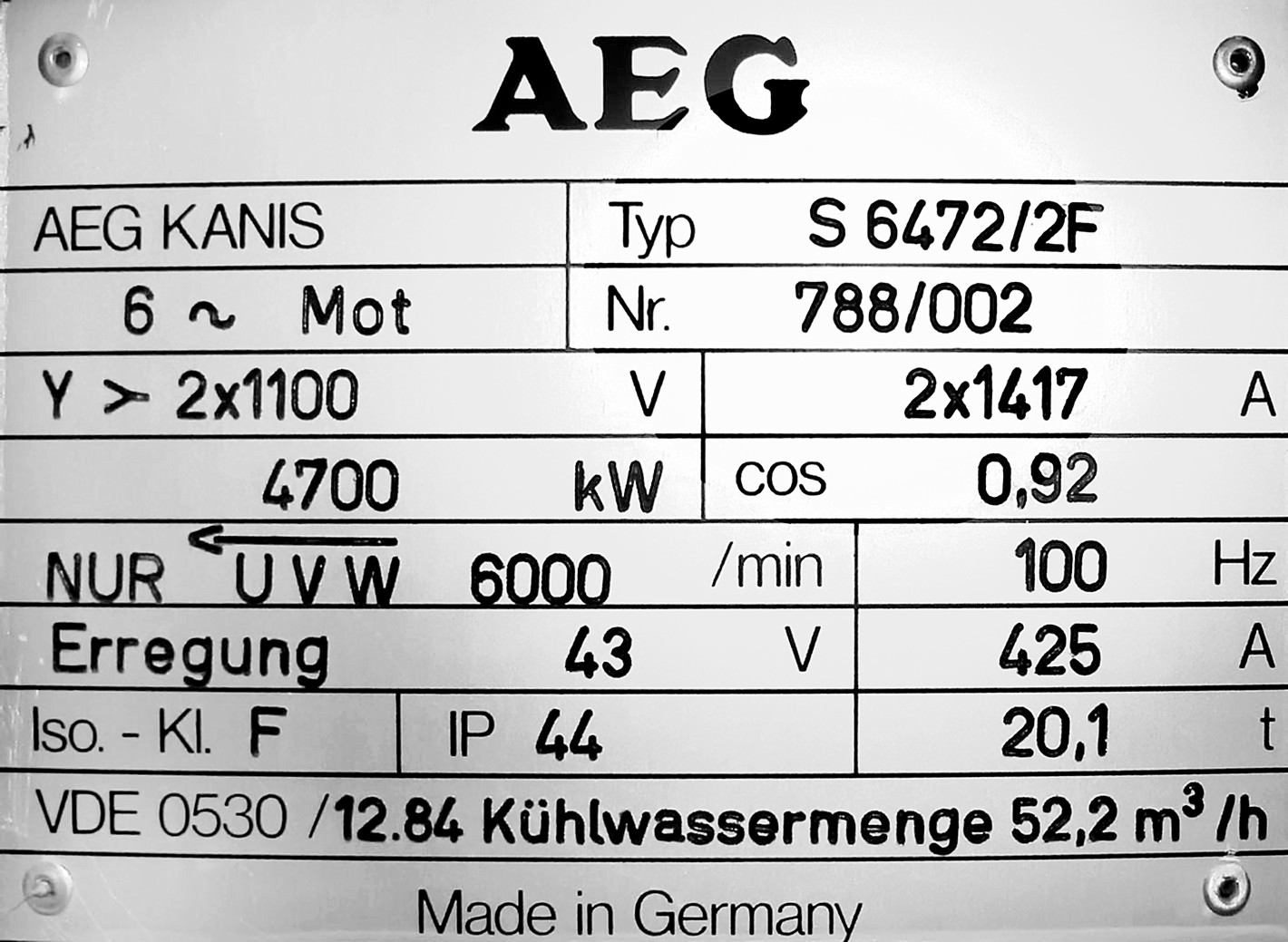
Tabliczka znamionowa silnika elektrycznego AEG

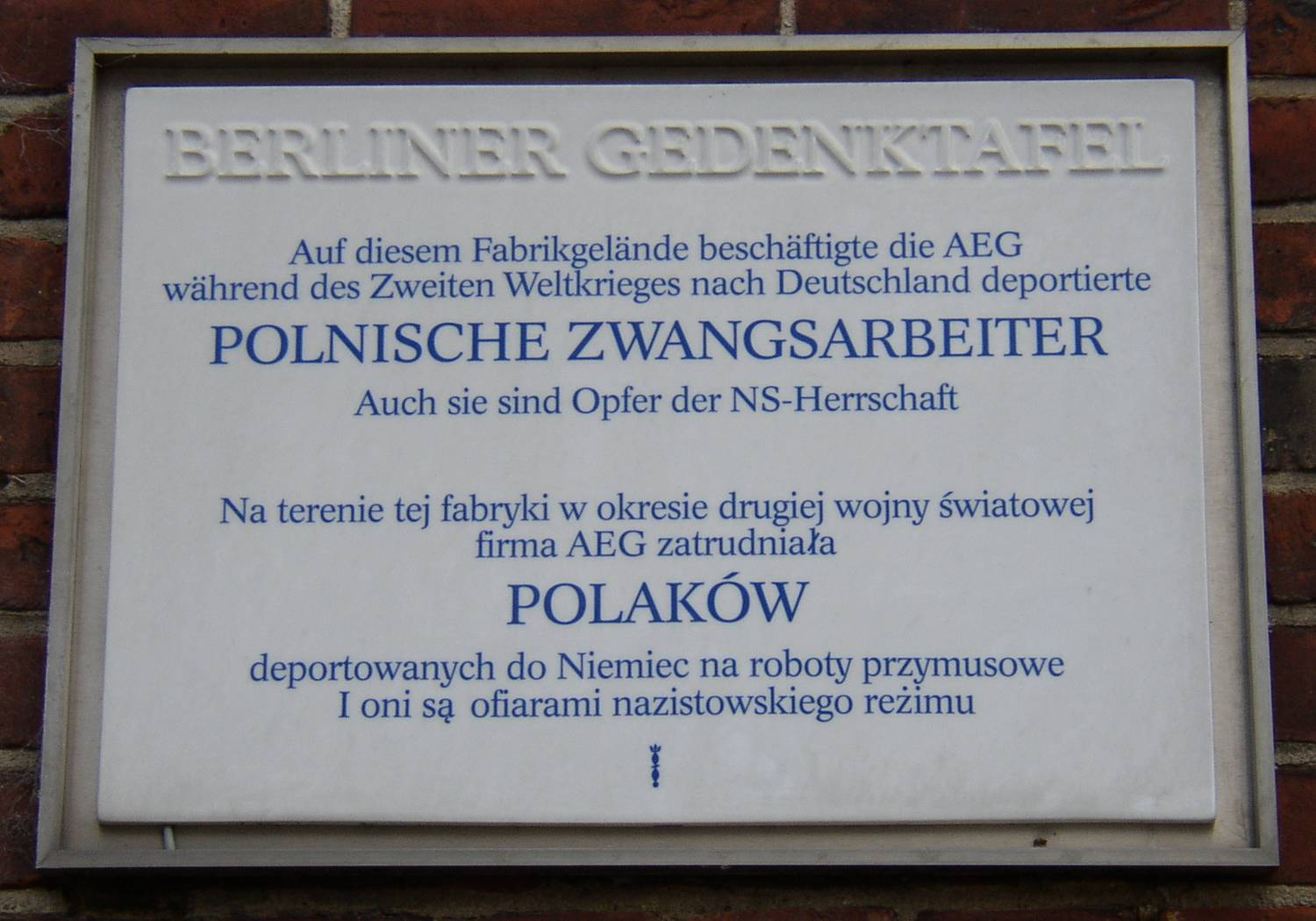
Tablica pamiątkowa upamiętniająca polskich robotników przymusowych w fabryce AEG w Berlinie (Gustav-Meyer-Allee 25)

AEG (niem. Allgemeine Elektricitäts-Gesellschaft) – niemiecki koncern elektrotechniczny, założony przez przemysłowca niemieckiego Emila Rathenaua, na bazie istniejącej od 1883 r. spółki akcyjnej Deutsche Edison-Gesellschaft für angewandte Elektrizität, która zajmowała się produkcją urządzeń dla przemysłu elektrotechnicznego na bazie kilku patentów Thomasa Edisona.

## Historia
Przedsiębiorstwo oficjalnie występowało pod nazwą AEG od roku 1887. W 1907 r., wskutek podziału światowego rynku w branży elektrotechnicznej na największe firmy, osiągnęło w Niemczech pozycję monopolisty i podjęło współpracę z korporacją amerykańską General Electric, zajmującą wówczas podobną pozycję. W latach 1910–1918 AEG uczestniczyło w opracowywaniu szeregu konstrukcji lotniczych na potrzeby niemieckiej armii, związanymi ze zwiększającą się rolą sił powietrznych w czasie I wojny światowej. Po 1918 r. koncern utracił część pozycji rynkowej na rzecz Siemens AG, jednak tuż przed wielkim kryzysem nadal zajmował dużą pozycję w branży – w 1929 kapitał akcyjny AEG wynosił 199 mln marek niemieckich, roczne obroty ponad 580 mln marek a zatrudnienie 60 tys. osób, natomiast zysk netto wyniósł 19,2 mln marek.
Po zakończeniu wielkiego kryzysu w 1933 r. i objęciu władzy przez nazistów w tym samym roku, AEG zostaje dofinansowany, a jego produkcja zostaje przestawiona na potrzeby gospodarki wojennej. Po 1935 r. koncern systematycznie dostarczał niemieckiej armii, lotnictwu i marynarce wojennej urządzenia i materiały elektrotechniczne. W 1940 r. zamówienia dla Wehrmachtu sięgały 51% całkowitej produkcji AEG, i wzrastały w latach następnych. W czasie II wojny światowej koncern uczestniczył w zagrabianiu przedsiębiorstw państwowych i prywatnych na terenach okupowanej Polski i ZSRR. Był zaangażowany w rozbudowę poligonu SS Heidelager, realizowaną siłami więźniów obozu koncentracyjnego w Pustkowie, na potrzeby agresji III Rzeszy na ZSRR. W 1942 roku na stałe zatrudniał 100 000 ludzi. Także w latach 40. XX wieku inżynierowie z AEG odegrali istotną rolę w projektowaniu i skonstruowaniu pierwszych magnetofonów.
Po klęsce Niemiec w 1945 r. kontrolę nad AEG przejęły państwa alianckie (Stany Zjednoczone, Wielka Brytania, ZSRR i Francja). Na mocy postanowień konferencji poczdamskiej AEG miał ulec podziałowi i likwidacji – nastąpiło to jednak tylko w NRD, byłej radzieckiej strefie okupacyjnej, gdzie majątek koncernu upaństwowiono. W RFN, powstałej z reszty stref okupacyjnych, postanowiono zreorganizować i dofinansować przedsiębiorstwo.
W 1967 r. doszło do połączenia AEG z Telefunken AG i od tej pory połączone przedsiębiorstwo do 1985 r. nosiło nazwę AEG-Telefunken.
W 1985 r. AEG-Telefunken została przejęta przez koncern Daimler-Benz AG. Następnie doszło do zmiany nazwy na AEG AG i reorganizacji – dział urządzeń domowego użytku został sprzedany szwedzkiej firmie Electrolux w 1996 r. Część koncernu zajmującą się dotychczas sprawami transportu (w zakresie zastosowań elektrotechniki) przekształcono w osobną spółkę Adtranz (po połączeniu z ABB Henschel), którą następnie sprzedano kanadyjskiej firmie Bombardier Transportation.
W 1997 r. doszło do pełnej integracji AEG z koncernem DaimlerChrysler, a prawa do marki AEG zostały częściowo wykupione przez Electrolux AB (głównie w zakresie używania jej na potrzeby marketingowe wykupionego wcześniej działu urządzeń domowego użytku). Reszta działów koncernu kontynuuje produkcję elektronarzędzi pod marką AEG (AEG Power Tools).